# 유대교-기독교의 이해와 협력을 위한 센터
유대교-기독교의 이해와 협력을 위한 센터(The Center for Jewish-Christian Understanding and Cooperation) 또는 CJCUC는 이스라엘 정통 랍비와 함께 히브리어 성경을 배우고 기독교의 히브리 뿌리에 관해 연구하는 이스라엘의 기독교 교육 기관이다. 이 단체는 2008년 랍비 박사 솔로모 리스킨이 웨스트 뱅크의 에프라트에 설립했다. 이 단체의 모토는 "주께서 말씀하신다. "오라, 와서 나와 시비를 가리자.""(이사야 1장 18절, 공동번역 개정)이다.

## 역사
2008년 CJCUC의 설립으로 이어지는 이념적 토대는 거의 54년 전부터 갖추기 시작했다. 이때, 세계는 제2차 세계 대전과 홀로코스트의 여파에 잠겨 있었다.
1964년, 선생이자 CJCUC의 설립자인 소롤모 리스킨의 멘토인 요시프 B. 솔로베인시크는 "Confrontation"이라는 종교 간 대화와 조심스럽게 그런 대화를 허용하는 가이드라인, 랍비 리스킨의 관점에서 뿐 아니라 허용하고 필요한 관점에서 설명하는 그의 견해에 관해 강해하는 글을 썼다. 솔로베인시크가 에세이를 출판한 지 수년이 채 안되어 가톨릭 성좌가 비그리스도교와 교회의 관계에 대한 선언을 발표하는 등 가톨릭교회에 관한 근본적인 이데올로기가 변화하기 시작했다. 이 성좌 선언문에서는 예수의 십자가형을 처하게 한 유대인을 용서하고 종교적 반유대주의가 유대인이 이때 저지른 만행으로 인해 생겨난 것이라는 것을 인정했다.
랍비 리스킨의 유대교-기독교 관계 활동은 1960년 예루살렘 히브리 대학교의 데이비드 프루셀러의 세미나를 들으면서 시작되었다. 정통 유대인인 리스킨은 히브리 성경 내에서 예수의 가르침과 유사한 점을 발견했다.

## 간행물
- "Covenant and Hope--Christian and Jewish Reflections" (Eerdmans, 2012) (영어로) ISBN 978-0802867049
- "Plowshares into Swords? Reflections on Religion and Violence" (2014) (킨들 에디션) (영어로) ASIN B00P11EGOE
- "RETURNING TO ZION: CHRISTIAN AND JEWISH PERSPECTIVES" (2015) (킨들 에디션) (영어로) ASIN B014J6S4NU
- "Cup of Salvation" (Gefen Publishing, 2017) ISBN 978-9652299352